# Palaeoheterodonta
Die Palaeoheterodonta sind eine Großgruppe der Muscheln (Bivalvia), die in den neueren Klassifikationen als Überordnung innerhalb der Autolamellibranchiata geführt wird. Es handelt sich um eine kleine Muschelgruppe, die die sog. „Süßwassermuscheln“ und die altertümlich wirkenden Trigoniida beinhaltet. Die Palaeoheterodonta gelten als die Schwestergruppe der Heterodonta. Die ersten Muscheln, die dieser Gruppe zugerechnet werden können, erscheinen im Unteren Ordovizium.

## Charakterisierung
Die Gehäuse der Palaeoheterodonta sind meist gleichklappig; aberrante Formen sind selten. Die Schalen sind aragonitisch mit drei mineralisierten Lagen: eine innere und mittlere Perlmutterlage und einer äußeren prismatischen Lage, die dann vom organischen Periostrakum überlagert ist. Das Schloss ist ursprünglich heterodont oder schizodont, kann jedoch auch reduziert sein. Das Ligament ist extern. Die Palaeoheterodonta sind fast alle isomyar, d. h. die beiden Schließmuskeln sind annähernd gleich groß. Die Kiemen sind filibranch oder eulamellibranchiat.

## Lebensweise
Die Palaeoheterodonta sind überwiegend im Süßwasser lebende Muscheln (Ordnung Unionida); aber auch marine Formen kommen vor (Trigoniida). Die meisten Arten ernähren sich „Muschel-typisch“ als Filtrierer, die im Sediment ganz oder nur teilweise eingegraben sind, oder auf dem Sediment liegen. Einige wenige Formen sind auch festzementiert.

## Systematik
Die Palaeoheterodonta werden in der Kladistik als die Schwestergruppe der Heterodonta betrachtet. Beide Überordnungen werden in vielen Klassifikationen zu einem übergeordneten Taxon Heteroconchia zusammengefasst. In den meisten Klassifikationen werden übereinstimmend dem Taxon zwei Ordnungen zugerechnet, die in der phylogenetischen Systematik als Schwestertaxa betrachtet werden.
Überordnung Palaeoheterodonta Newell, 1965
- Ordnung Trigoniida Dall, 1889
  - Überfamilie Trigonioidea Lamarck, 1819
- Ordnung Unionida Stoliczka, 1871
  - Überfamilie Unionoidea Rafinesque, 1820
  - Überfamilie Etherioidea Deshayes, 1830
  - Überfamilie †Archanodontoidea Weir, 1969
  - Überfamilie †Anthracosioidea Amalitsky, 1892
- Ordnung †Actinodontida Douvillé, 1912
  - Überfamilie Cycloconchoidea Ulrich, 1894
  - Überfamilie Babinkoidea Horny, 1960
  - Überfamilie Glyptarcoidea Cope, 1996
- Ordnung †Modiomorpha Newell, 1969
  - Überfamilie †Modiomorphoidea Miller, 1877
  - Überfamilie †Kalenteroidea Marwick, 1953